# Eusebiu Camilar

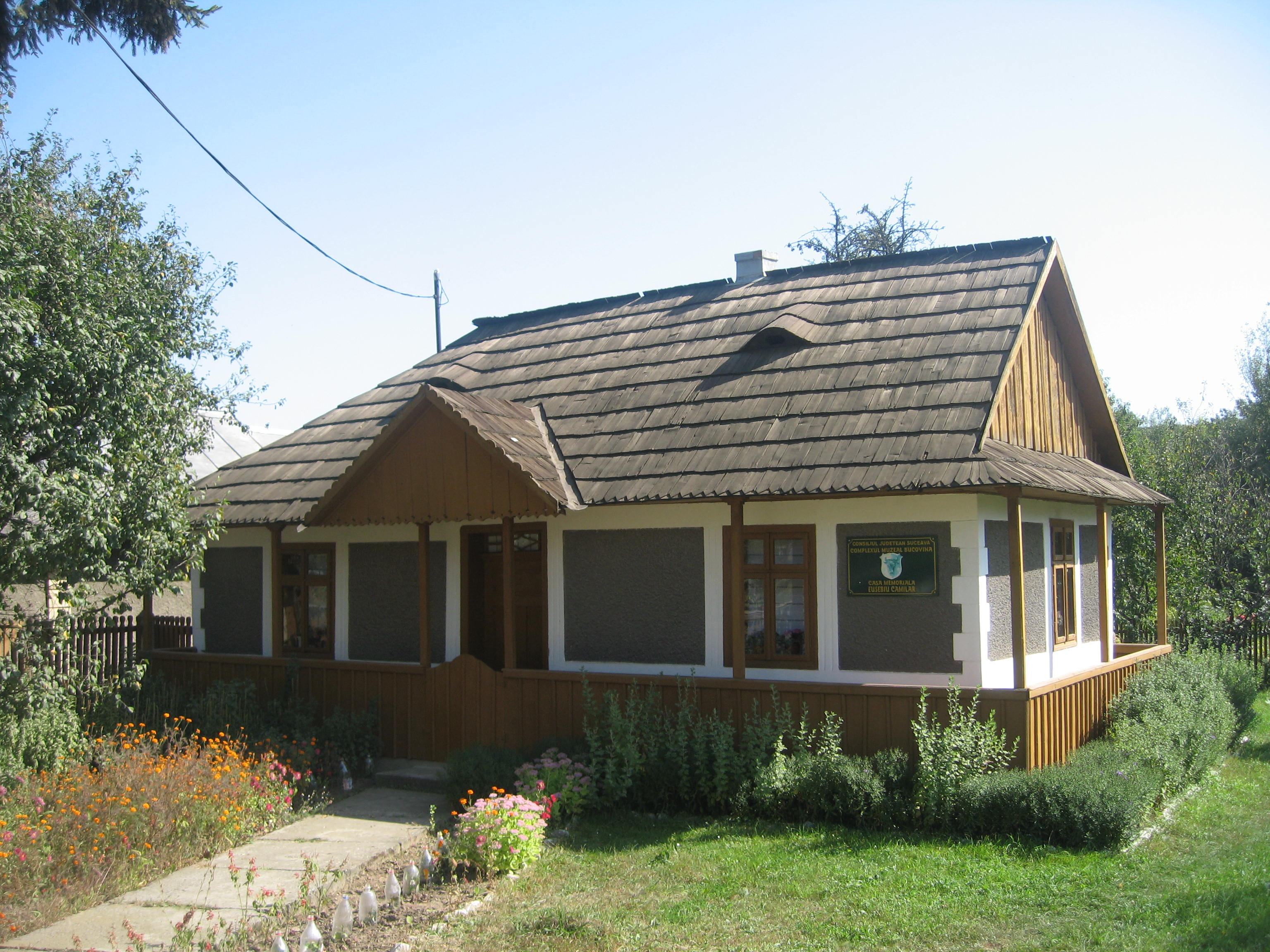
Casa memorială „Eusebiu Camilar” din Udești

Eusebiu Camilar (n. 7 octombrie 1910, satul Udești, Ducatul Bucovinei, Austro-Ungaria – d. 27 august 1965, București, România) a fost un scriitor și traducător român, membru corespondent (din 1955) al Academiei Române.

## Biografie
Părinții săi au fost țăranii Ion și Natalia Camilar (născută Motrici). A urmat cursurile școlii primare din satul natal și cele ale Liceului „Ștefan cel Mare" din Suceava, Colegiul Național „Ștefan cel Mare” de astăzi. A debutat în 1929 cu versuri în „Moldova literară”, revista Societății Literare "Tinerimea" din Mihăileni. A fost căsătorit cu poeta Magda Isanos cu care a avut un copil , Elisabeta.

## Distincții
- Medalia „A cincea aniversare a Republicii Populare Române” (24 decembrie 1952) „pentru lupta și munca duse în vederea făuririi, consolidării și prosperării Republicii Populare Române”[3]

## Opera literară

### Scrieri
- Chemarea cumpenelor, București, 1937 (versuri)
- Cordun, București, 1942 (roman)
- Prăpădul Slobodei, Iași, 1943 (roman)
- Avizuha, București, 1945 (povestiri)
- Turmele, București, 1946 (roman)
- Focurile, București, 1945 (dramă; coautoare: Magda Isanos)
- Valea hoților, București, 1948 (roman)
- Negura, vol. I-II, București, 1949-1950 (roman)
- Împărăția soarelui, București, 1955 (note de călătorie în China)
- Poarta furtunilor, București, 1955 (povestiri)
- Inimi fierbinți, București, 1956 (proză)
- Valea Albă, București, 1957 (dramă istorică în versuri)
- Farmecul depărtărilor, București, 1966 (note de călătorie)
- Povestiri eroice, București, 1965
- Viforul, București, 1966 (povestiri)
- Cartea de piatră, București, 1981 (jurnal)

### Traduceri
- Nikolai V. Gogol, Însemnările unui nebun, București, 1945
- Aleksandr S. Pușkin, Fata căpitanului, București, 1946
- Alexei N. Tolstoi, Povestiri rusești, București, 1947
- Maxim Gorki, Foma Gordeev, București, 1949
- As Ma, fata ecoului, București, 1955 (poezie chineză)
- Din poezia chineză clasică, București, 1956
- 1001 de nopți, 4 vol., București, 1956-1963 (basme arabe)
- Ovidiu, Tristele, București, 1957
- Eschil, Perșii, "Cei șapte contra Tebei", București, 1960
- Li Tai-pe, Poezii, București, 1961
- Aleksandr S. Pușkin, Dama de pică, București, 1963
- Kalidasa, Śakuntalā, București, 1964 (dramă în limba sanscrită)
- Ovidiu, Epistole din exil, București.

## În alte limbi
- Fergeteg (Negura), traducere în limba maghiară de Nagy Elek, Bukarest, 1949.
- Fergeteg (Negura), traducere în limba maghiară de Nagy Elek, Editura Szikra, Budapest, 1949.[4]